# 云开街道
云开街道是中华人民共和国贵州省貴陽市开阳县下辖的一个街道办事处。2020年5月14日，成立云开街道，辖原城关镇东兴居委会、马头寨居委会、新世纪居委会、金湖湾居委会、米阳坡居委会、云开居委会、毛稗田居委会、紫江居委会、南中村、东山村、石头村、温泉村。

## 行政区划
云开街道下辖以下村级行政区划单位：
紫江社区、东兴社区、马头寨社区、金湖湾社区、新世纪社区、米阳坡社区、云开社区、毛稗田社区、南中村、东山村、温泉村、石头村。